# Florence May Asher
Pour les articles homonymes, voir May et Asher (homonymie).
Florence May Asher, née le 2 mai 1888 à Nottingham et morte le 22 janvier 1977 à Reigate,, est une artiste peintre britannique. 

## Biographie
Fille de J. W. Asher, de Nottingham, ancien étudiant de l'École d'Art locale, elle reçoit en 1916 du Conseil de l'Académie Royale des Arts le prix Landseer pour le paysage.
Membre de la Royal Academy Schools (1913-1918), elle y obtient une médaille d'argent. On lui doit des nus, des portraits, des natures-mortes et des paysages,. 
Compagne de la peintre Rosalie Emslie avec qui elle vit à Reigate, elle meurt la même année que celle-ci. 